# Aural Sculpture
Aural Sculpture је осми албум британског састава Стренглерс објављен новембра 1984. године. Појавио се на ЦД-у 2001. са осам додатних ствари.

## 
- Краљица леда (Ice Queen)
- До испод коже
- Допусти да пропаднем (Let me Down Easy)
- Без милости (No Mercy)
- Северни ветрови дувају (North Winds Blowing)
- Горњи град
- Панч и Џуди (Punch and Judy)
- Шпанија (Spain)
- Смех
- Душе
- Луди шеширџија (Mad Hatter)

### Додатне ствари на диску
- Овде и тамо (Here and There)
- У једним вратима (In One Door)
- Глава на линију (Head on the Line)
- Ахилова пета (Achilles Heel)
- Добра дискотека - верзија за нереде (Hot Club - Riot Mix)
- Место Победе (Place de Victoires)
- Владимир и неман (3. део) (Vladimir and the Beast (part 3)
- Владимир иде у Хавану (Vladimir Goes to Havana)